# Huanan (Jiamusi)
Der Kreis Huanan (chinesisch 桦南县, Pinyin Huànán Xiàn) ist ein Kreis der bezirksfreien Stadt Jiamusi in der nordostchinesischen Provinz Heilongjiang. Er hat eine Fläche von 5.073 km² und zählt 286.855 Einwohner (Stand: Zensus 2020).
Der Kreis ist ländlich geprägt. Neben Forstwirtschaft in der Großgemeinde Mengjiagang verfügte er 2021 über 243.000 ha Ackerland. Davon waren 56.200 ha mit Nassreis bebaut, 83.800 ha mit Mais und 92.000 ha mit Sojabohnen.
Im Nordosten von Mengjiagang befindet sich die Tiefraumstation Giyamusi des Satellitenkontrollzentrums Xi’an.

## Geschichte

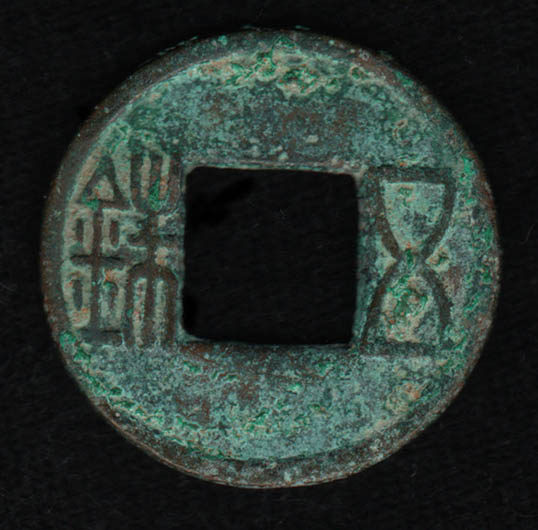
5 Zhu (von rechts nach links geschrieben)

In der Gegend von Huanan lebten ursprünglich Yilou (挹娄), die um 100 v. Chr. neben der Jagd auf Rehe zwar primär Landwirtschaft mit Schweinezucht betrieben, aber auch Handelsbeziehungen mit China unterhielten. Bei dem Dorf Xiaobalang (小八浪村) in der Großgemeinde Yanjia wurden Münzen der Westlichen Han-Dynastie im Nennwert von 5 Zhu (铢, 1/24 Liang) gefunden. Ab 37 v. Chr. gehörte das heutige Kreisgebiet zum nordkoreanischen Reich Goguryeo. Nachdem ein chinesisches Expeditionskorps gemeinsam mit dem südkoreanischen Reich Silla im Jahr 668 Goguryeo besiegt hatte, übernahm zunächst die Tang-Dynastie den nördlichen Teil von dessen Territorium, wurde aber bald darauf vom Staat Balhae verdrängt. Ab 713 gehörte das Kreisgebiet zur Präfektur Fen (汾州) der Oberpräfektur Tieli (铁利府) von Balhae, die ihren Sitz im heutigen Kreis Yilan von Harbin hatte.
Nachdem die Kitan 926 Balhae erobert hatten, gab es eine ganze Reihe von Stämmen, die sogenannten „Wilden Jurchen“ (生女真), die zunächst noch nicht in das Reich Liao integriert werden konnten. Der im Gebiet von Giyamusi lebende Teil der Wilden Jurchen war als „Gruppe der Fünf Stämme“ (五国部) bekannt, einer dieser fünf Stämme waren die Yerutu (越里笃, „Höhlenbewohner“), die im Norden des Kreisgebiets sowie im heutigen Kreis Huachuan lebten. Die Überreste ihrer dortigen, am rechten Ufer des Songhua Jiang gelegenen Stadt (瓦里霍吞城址; Walihuotun ist eine alternative Schreibung für „Yerutu“) stehen seit 2006 auf der Liste der Denkmäler der Volksrepublik China.
1125 wurde die Liao-Dynastie von den Jurchen gestürzt, die die Jin-Dynastie gründeten. Die Jin richteten in dem Gebiet um Giyamusi den Regierungsbezirk Hūrha (胡里改路) ein, benannt nach der damaligen Bezeichnung für den Unterlauf des Mudan Jiang. Die Stadt am Songhua Jiang war nun der Sitz einer Tausendschaft (Minggan Mukūn bzw. 猛安谋克), wobei „Tausendschaft“ nicht die Zahl der Personen, sondern die Zahl der wehrfähigen Männer bzw. Familien bezeichnet. Die mongolische Yuan-Dynastie (1279–1368) richtete in Nordostchina die Provinz Liaoyang (辽阳行省) ein. Huanan gehörte nun zur Zehntausendschaft Hūrha, die ihren Sitz in Yilan hatte; der heutige Kreis Huachuan wurde als Zehntausendschaft Toghurin (脱斡怜万户府) ausgegliedert.
Als Aisin Gioro Nurhaci nach der Vereinigung der mandschurischen Stämme im 4. Monat 1608 Nordostchina abtrennte und einen eigenen Staat gründete, lag Huanan nördlich der Grenze, gehörte also zur Mandschurei. Nachdem die Mandschu schließlich ganz China erobert und die Macht übernommen hatten, wurde 1729 in Yilan die Vize-Bannerkommandantur Sanxing (三姓副都统) eingerichtet, der Huanan unterstand. Neben den mandschurischen Bannerleuten lebten in Huanan jedoch auch Han-Chinesen. Zu Beginn der Qing-Dynastie, zwischen 1644 und 1676, wurden Siedler aus Zentralchina mit günstigen Sonderkonditionen dazu motiviert, in die Mandschurei zu kommen, um das dortige Ödland zu kultivieren. Die Han-Chinesen betätigten sich aber auch im Bergbau und der Flussperlenfischerei. So bestand zum Beispiel um 1660 im Dorf Changlonggang (长龙岗村) der heutigen Großgemeinde Liumaohe eine chinesische Goldgräbersiedlung. Schließlich befürchtete die Qing-Regierung eine Überfremdung in ihrem Stammland und erließ 1677 ein Einreiseverbot für Nichtmandschuren, das erst ab 1803 allmählich gelockert wurde.
Im Raum Huanan wurden ab 1909 aktiv Siedler aus Hunan angeworben, um in dem Gebiet östlich der heutigen Kreisstadt Ackerbau zu betreiben. 1912, im ersten Jahr der Republik, wurde das Gebiet in „Hunan Ying“ (湖南营 bzw. „Hunan-Lager“) umbenannt, es unterstand dem Kreis Yilan.
Nach der Gründung des japanischen Marionettenstaats Mandschukuo am 1. März 1932 wurde Huanan aufgeteilt. Der nördliche Teil kam zum Kreis Huachuan, der südliche blieb bei Yilan. Im April 1933 kamen die ersten japanischen Wehrsiedler (武装移民) in die Gegend, die sich in der heutigen Großgemeinde Mengjiagang (damals Kreis Huachuan) niederließen. Eine zweite Gruppe Wehrsiedler kam im Juli 1933 und ließ sich in Hunan Ying nieder.
Nach der Kapitulation Japans und der Machtübernahme der Kommunistischen Partei Chinas in der Mandschurei beschloss die Regierung der damaligen Provinz Hejiang (合江省), die ihren Sitz in Giyamusi hatte, am 10. Juni 1946, den Süden des Kreises Huachuan abzutrennen und aus den Großgemeinden Hunan Ying, Mengjiagang sowie Shitouhezi den Kreis Huanan mit Regierungssitz in Hunan Ying zu bilden. Der für das Gebiet schon seit der Kaiserzeit gebräuchliche Name bedeutet „Südteil von Birkenbach“ (Huachuan).
Am 1. Juni 1948 wurde der westlich an Huanan grenzende Kreis Yidong (依东县) aufgelöst und die heutigen Gemeinden Jinsha und Wudaogang sowie die heutige Großgemeinde Tulongshan dem Kreis Huanan angeschlossen. Am 6. März 1956 wurde der Kreis Huanan wieder aufgelöst und mit dem Kreis Huachuan vereinigt, dann aber am 5. Juni 1964 in seinen alten Grenzen wiederhergestellt. Der Sitz der Kreisregierung wurde in die Großgemeinde Huanan verlegt.

## Administrative Gliederung
Auf Gemeindeebene setzt sich der Kreis aus sieben Großgemeinden und fünf Gemeinden zusammen. Diese sind:
- Großgemeinde Huanan (桦南镇), Sitz der Kreisregierung
- Großgemeinde Liumaohe (柳毛河镇)
- Großgemeinde Mengjiagang (孟家岗镇)
- Großgemeinde Shitouhezi (石头河子镇)
- Großgemeinde Tulongshan (土龙山镇)
- Großgemeinde Tuoyaozi (驼腰子镇)
- Großgemeinde Yanjia (闫家镇)
- Gemeinde Dabalang (大八浪乡)
- Gemeinde Jinsha (金沙乡)
- Gemeinde Lishu (梨树乡)
- Gemeinde Mingyi (明义乡)
- Gemeinde Wudaogang (五道岗乡)